# Honda CB 500 T
De Honda CB 500 T was een motorfiets die door Honda werd geproduceerd van 1974 tot 1978. 

## Voorgeschiedenis

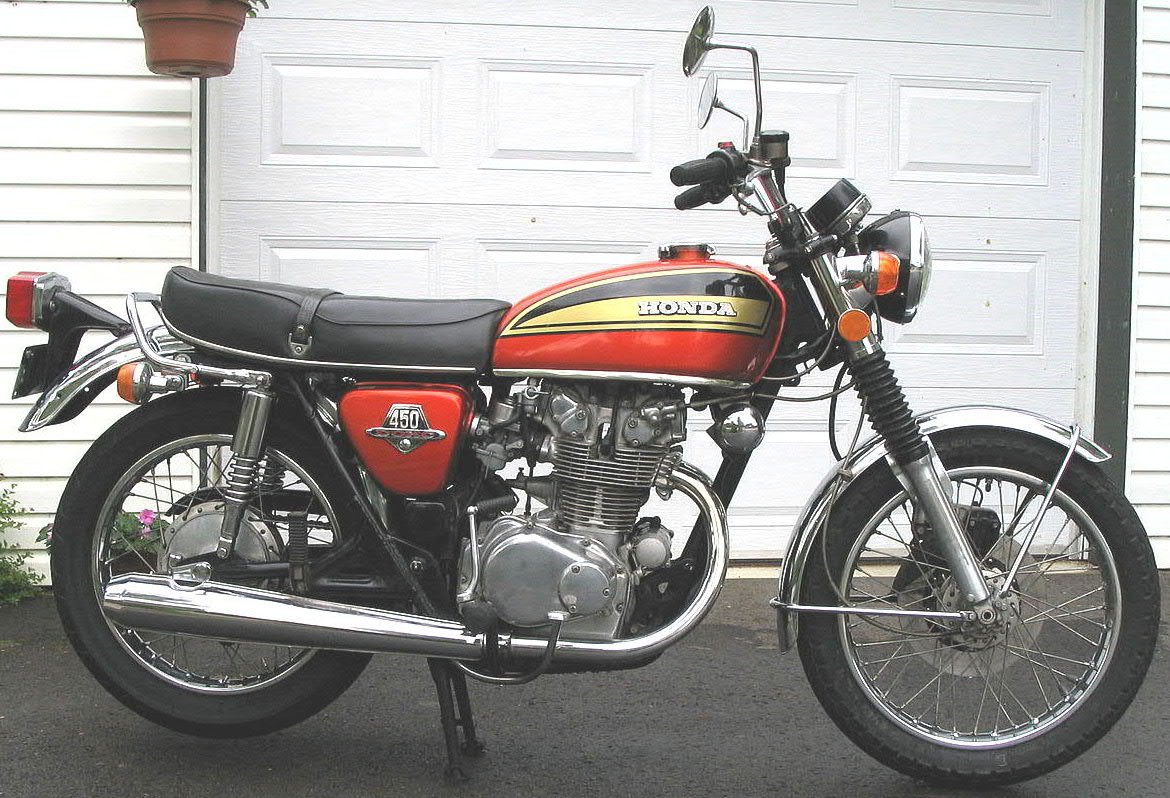
De laatste versie van de CB 450, de K7, die alleen in de VS werd uitgebracht.

In 1965 had Honda een opmerkelijke, zeer moderne 450cc-motorfiets uitgebracht, de Honda CB 450. Deze machine was de eerste "klantenmotor" met een dubbele bovenliggende nokkenas. Dergelijke constructies werden in deze tijd alleen op Honda- en MV Agusta-fabrieksracers toegepast. De CB 450 vormde ook een regelrechte aanval op Britse paralleltwins, waarvan zelfs de 650cc-uitvoeringen minder snel waren. In zijn laatste versie van 1974 leverde de CB 450 45 pk bij 9.000 toeren per minuut. In 1974 was de situatie op de 500cc-markt helemaal veranderd. De Britse motorfietsindustrie was definitief verslagen en de concurrentie bestond nu uit de Kawasaki H 1 500 Mach III en de Suzuki T 500, tweetaktmotoren die een ander publiek aanspraken dan de Honda-viertaktmotoren. Honda zelf had inmiddels de CB 500 Four-viercilinder uitgebracht, maar de CB 450 had zijn rol als topmodel al verloren bij de komst van de Honda CB 750 in 1969.

## Honda CB 500 T
De Honda CB 500 T had een wat klassieke vormgeving die deed denken aan oudere Britse modellen. Het was misschien als een soort vroege retro bike bedoeld, maar dat concept sloeg niet aan. Wellicht daarom verdween het model weer vrij snel van de markt, net als de CB 500 Four, die al in 1975 werd opgevolgd door de CB 550 Four

### Motor
Het kleppenmechanisme was vrij duur uitgevoerd, met excentrische lagers voor de tuimelaars om de kleppen te stellen en torsiestaafjes als klepveren. Dit was wel een lichte constructie die ook bij hoge toerentallen goed bleef functioneren. De beide nokkenassen werden door een ketting tussen de beide cilinders aangedreven. Er waren constant vacuüm carburateurs toegepast om een snellere gasreactie te verkrijgen. De smering werd verzorgd via een semi-wet-sumpsysteem, waarbij een plunjerpomp ervoor zorgde dat het carter onder de krukas droog bleef. De CB 500 T had vijf versnellingen en de brandstoftank kon 13 liter benzine bevatten.

### Rijwielgedeelte
De machine had een semi-dubbel wiegframe, met een enkele buis vanaf het balhoofd die zich onder het motorblok in tweeën splitste. De machine had een 18 inch achterwiel, maar (anders dan de CB 450) een 19 inch voorwiel. Daar zat ook een schijfrem in, terwijl achter een trommelrem zat. 

## Twee versies
De Honda CB 500 T werd in twee versies geleverd: de CB 500 T0 in 1974 en 1975 en de CB 500 T1 van 1976 tot 1978.

### CB 500 T0
De CB 500 T0 werd geleverd in de kleur Glory Brown Metallic, met goudkleurige biezen op de tank en op de zijdeksels "CB 500 T Double Over Head Cam", eveneens in goudkleur. De achtergrond van beide tellers was zwart.

### CB 500 T1
De CB 500 T1 werd geleverd in twee kleuren, naast Glory Brown Metallic ook Candy Antares Red. De achtergrond van beide tellers was groen. 

## Technische gegevens
| Honda                  | CB 500 T                           |
| ---------------------- | ---------------------------------- |
| Periode                | 1974-1978                          |
| Categorie              | Toer                               |
| Motortype              | DOHC                               |
| Bouwwijze              | Luchtgekoelde staande tweecilinder |
| Boring                 | 70 mm                              |
| Slag                   | 64,8 mm                            |
| Cilinderinhoud         | 498,8 cc                           |
| Carburateur(s)         | 2 x Keihin constant vacuüm         |
| Smeersysteem           | Semi-wet-sump                      |
| Compressieverhouding   | 8,5:1                              |
| Max. Vermogen          | 41 pk bij 8.000 tpm                |
| Topsnelheid (km/uur)   | 137                                |
| Primaire aandrijving   | Tandwielen                         |
| Koppeling              | Meervoudige natte platen           |
| Versnellingen          | 5                                  |
| Secundaire aandrijving | Ketting                            |
| Rijwielgedeelte        | Semi-dubbel wiegframe              |
| Voorvork               | Telescoopvork                      |
| Achtervork             | Swingarm                           |
| Remmen                 | Schijfrem voor, trommel achter     |
| Tankinhoud (liters)    | 13                                 |
| Droog gewicht (kg)     | 193                                |